# Wilhelm Wagenfeld
Wilhelm Wagenfeld (° Brême, le 15 avril 1900 - † Stuttgart, le 28 mai 1990) est l'un des designers industriels allemands les plus importants du XXe siècle, élève du Bauhaus.

## Biographie
Wagenfeld fait son apprentissage dans sa ville natale, dans l'atelier de dessin de l'usine d'argenterie Koch & Bergfeld (de) et, parallèlement, suit les cours de la Kunstgewerbeschule puis ceux de l'Académie d'État de dessin de Hanau (de) avant d'être admis, en 1923, dans l'atelier d'orfèvrerie du Bauhaus de Weimar où il travaille, entre autres, avec László Moholy-Nagy. Pour l'examen de maître artisan orfèvre-ciseleur, il crée, en 1924, la célèbre et intemporelle lampe Bauhaus WG 24, selon un projet initialement conçu par Carl Jacob Jucker.
La Staatliche Bauhochschule remplace le Bauhaus de Weimar après sa dissolution le 1er avril 1925 et Wilhelm Wagenfeld est le maître-assistant de l'atelier du métal de cette école de 1925 à 1929; il dirige ce même atelier de 1929 à 1930 et c'est durant cette période que naît sa collaboration avec des industriels, notamment la S.A. Loevy à Berlin.
Il crée ensuite sa propre agence et conçoit pour la société Jenaer Glaswerk Schott & Gen. (de) des objets en verre, dont la machine à café et réchaud Sintrax, la théière en verre à feu.
De 1931 à 1935, il est professeur à la Staatlichen Kunsthochschule Grunewaldstrasse de Berlin, puis il assure la direction artistique de la verrerie Vereinigten Lausitzer Glaswerke (VLG) de Weißwasser avec, simultanément, une activité de conception d'objets en porcelaine pour les sociétés Fürstenberg (de) et Rosenthal AG ; grâce à la collaboration du peintre Charles Crodel qui a développé une technique de décoration sur verre destinée à une fabrication industrielle en série, les produits de la verrerie VLG sont présents dans des expositions muséales où les plus beaux objets issus de l'industrie sont montrés.
Lors de la Seconde Guerre mondiale et après son refus d'adhérer au NSDAP, Wilhelm Wagenfeld est enrôlé dans l'armée et envoyé sur le front oriental.
Après la guerre, il est professeur de design industriel à la Hochschule für Bildende Künste de Berlin, de 1947 à 1949 puis rapporteur pour la création industrielle, de 1949 à 1950, auprès du Land Wurtemberg-Bade à Stuttgart. Installé dans cette ville, il fonde en 1954 l'atelier Wagenfeld qui compte, parmi ses clients renommés, les fabricants WMF (arts de la table), Braun GmbH (petit électroménager), Peill & Putzler à Düren et Lindner à Bamberg (luminaires).
Wilhelm Wagenfeld est le cofondateur de la revue Form. Il cesse son activité professionnelle en 1978 et ferme la même année son atelier de Stuttgart.
Le petit-fils de Wilhelm Wagenfeld, Malte Wagenfeld est maître de conférences et directeur de programme pour le design industriel à l'Université RMIT de Melbourne, en Australie.

## Sélection d'objets
- 1924 : Lampes Bauhaus WG 24 et Bauhaus WA 24
- 1930 : Lampe WNL 30 pour Weimar Bau- und Wohnungskunst GmbH
- 1931 : Machine à café et réchaud Sintrax pour Jenaer Glaswerk Schott & Gen.
- 1931 : Service à thé pour Jenaer Glaswerk Schott & Gen.
- 1934 : Service 639 pour Fürstenberg
- 1938 : Service Daphné pour Rosenthal
- Années 1950 : Salière et poivrière Max et Moritz pour WMF
- 1955 : Radio-phono combi pour Braun

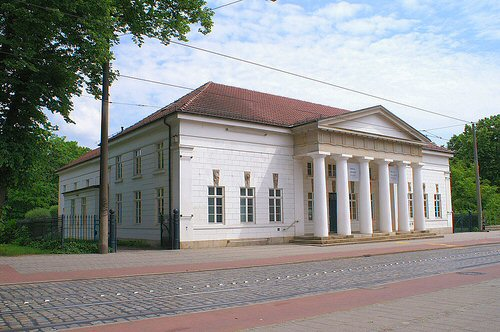
La fondation Wilhelm Wagenfeld à Brême

## Distinctions (sélection)
- 1937 : Médaille d'or de Exposition universelle, Paris
- 1940 : Grand Prix à la Triennale de Milan
- 1957 : Grand Prix à la Triennale de Milan (pour l'ensemble de son œuvre)
- 1962 : Membre d'honneur Staatliche Akademie der Bildenden Künste Stuttgart
- 1965 : Membre d'honneur de l'Académie des arts de Berlin
- 1968 : Médaille Heinrich-Tessenow
- 1968 : Membre d'honneur du Deutscher Werkbund
- 1968 : Invité d'honneur de la Villa Massimo à Rome
- 1969 : Prix fédéral Gute Form (de) pour le service de verres Greif
- 1982 : Prix fédéral Gute Form pour la lampe Bahaus WG 24

## Galerie

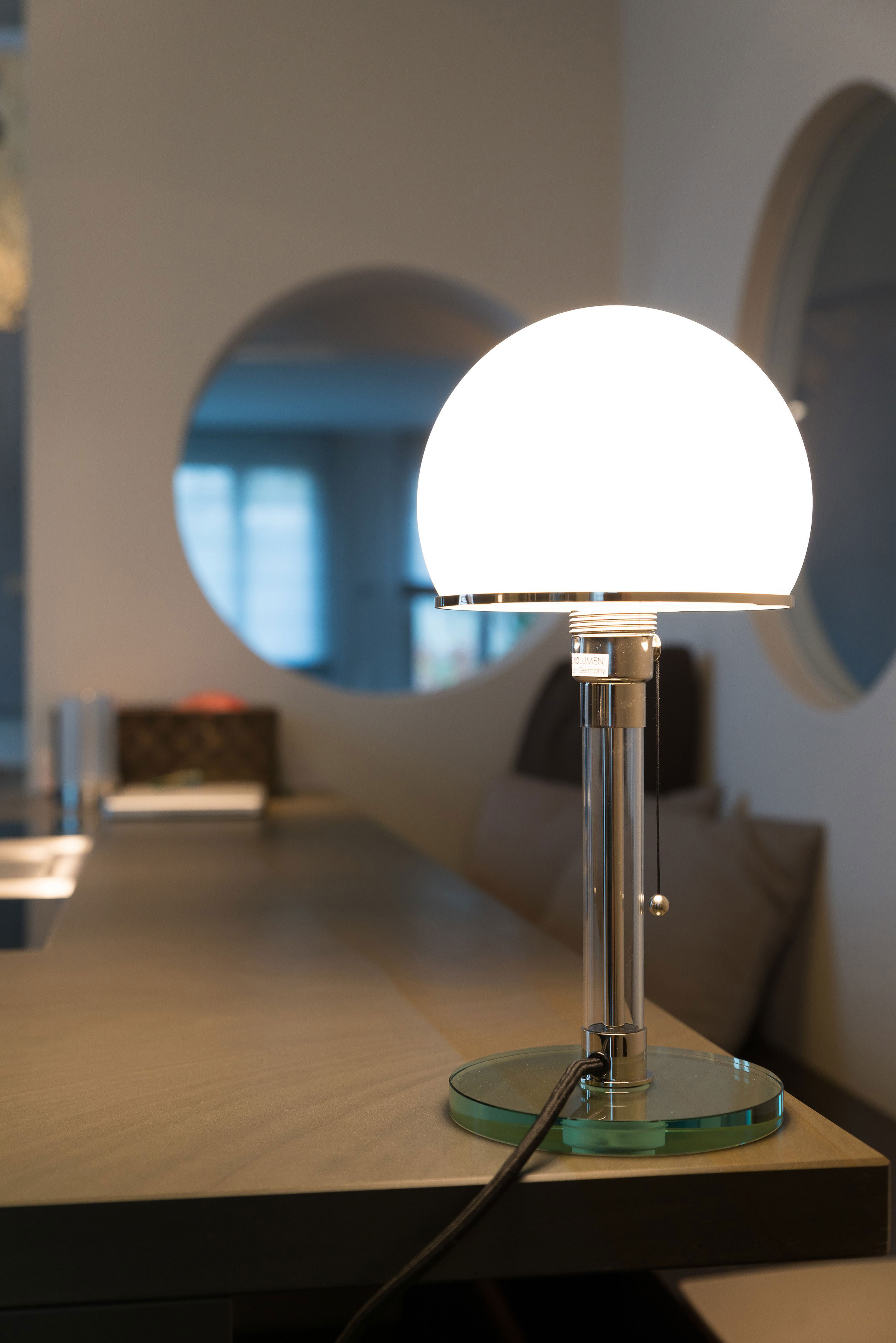
Lampe WA24
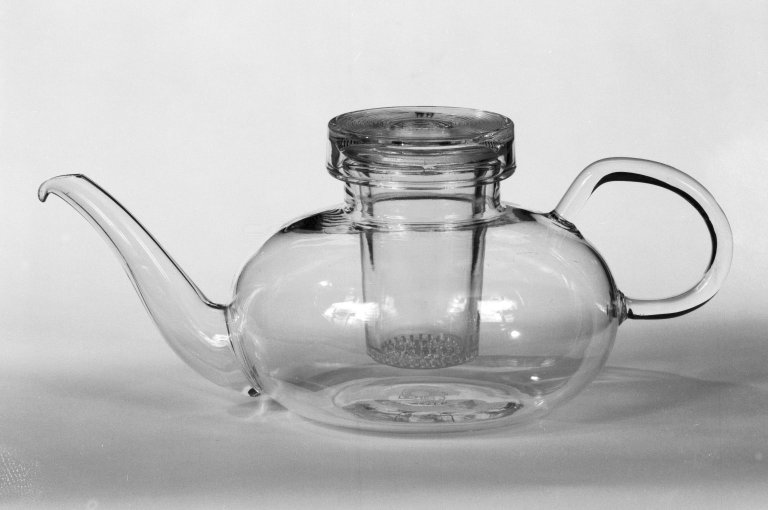
Théière, vers 1934
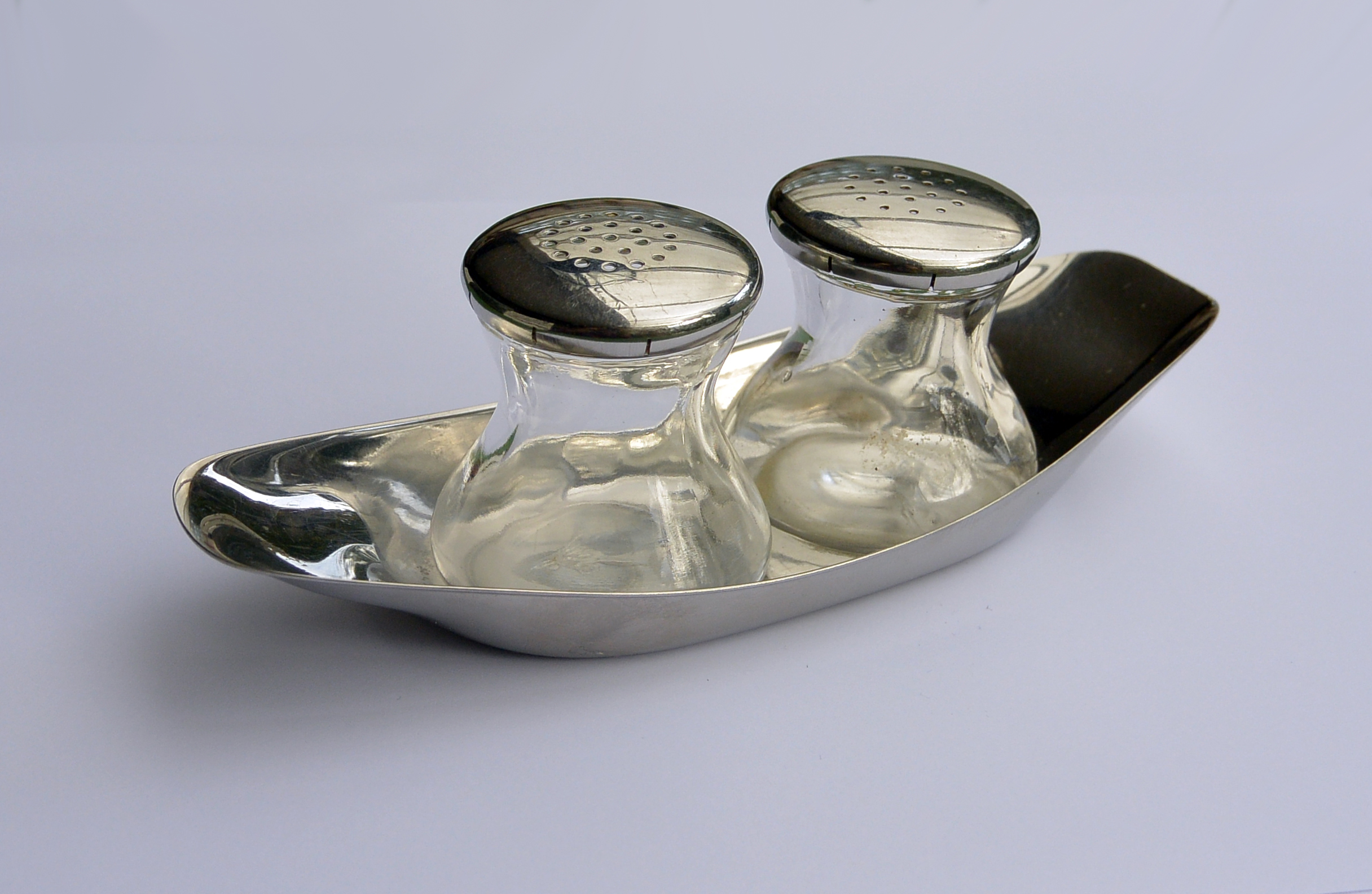
Salière et poivrière
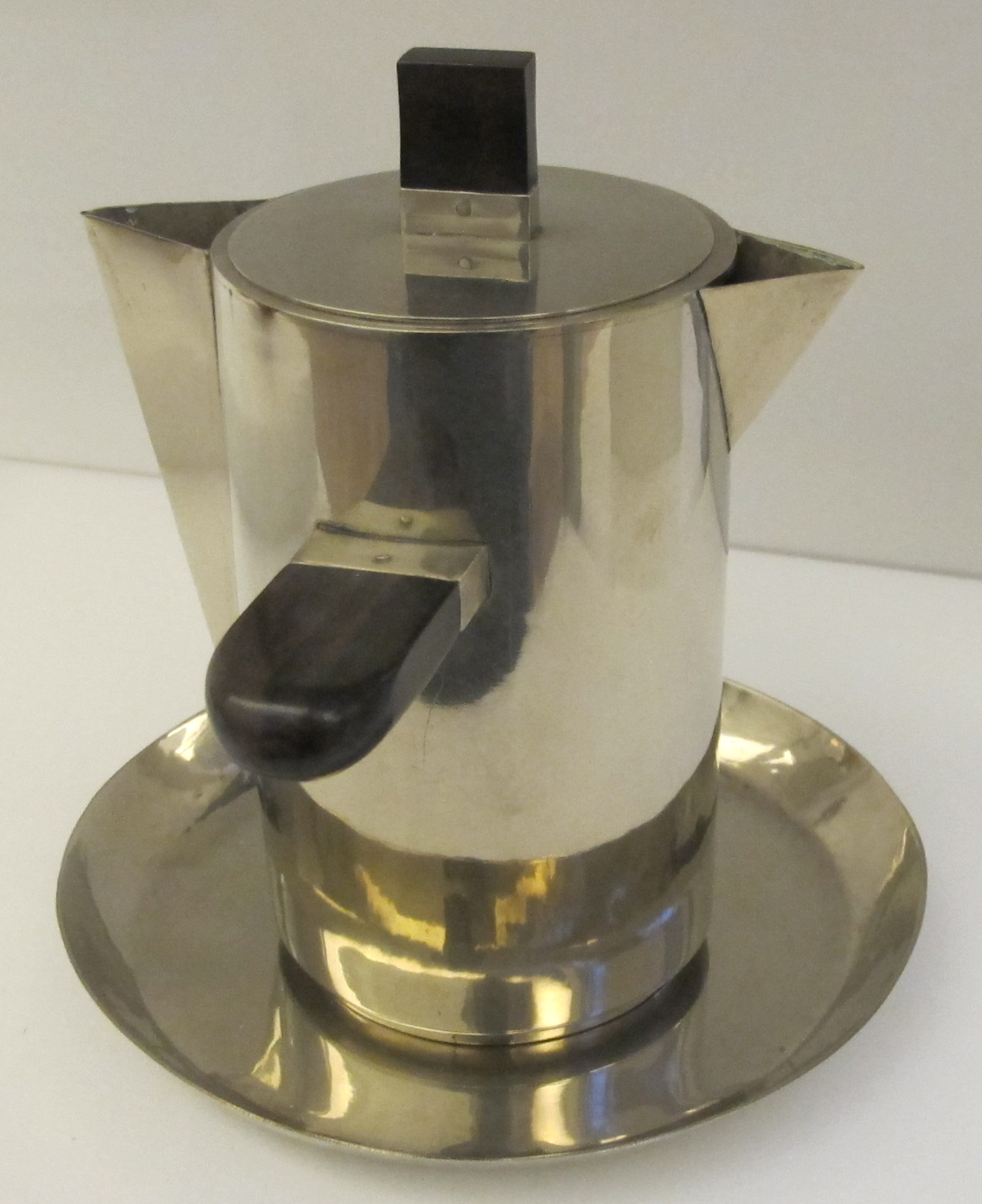
Saucière, 1924
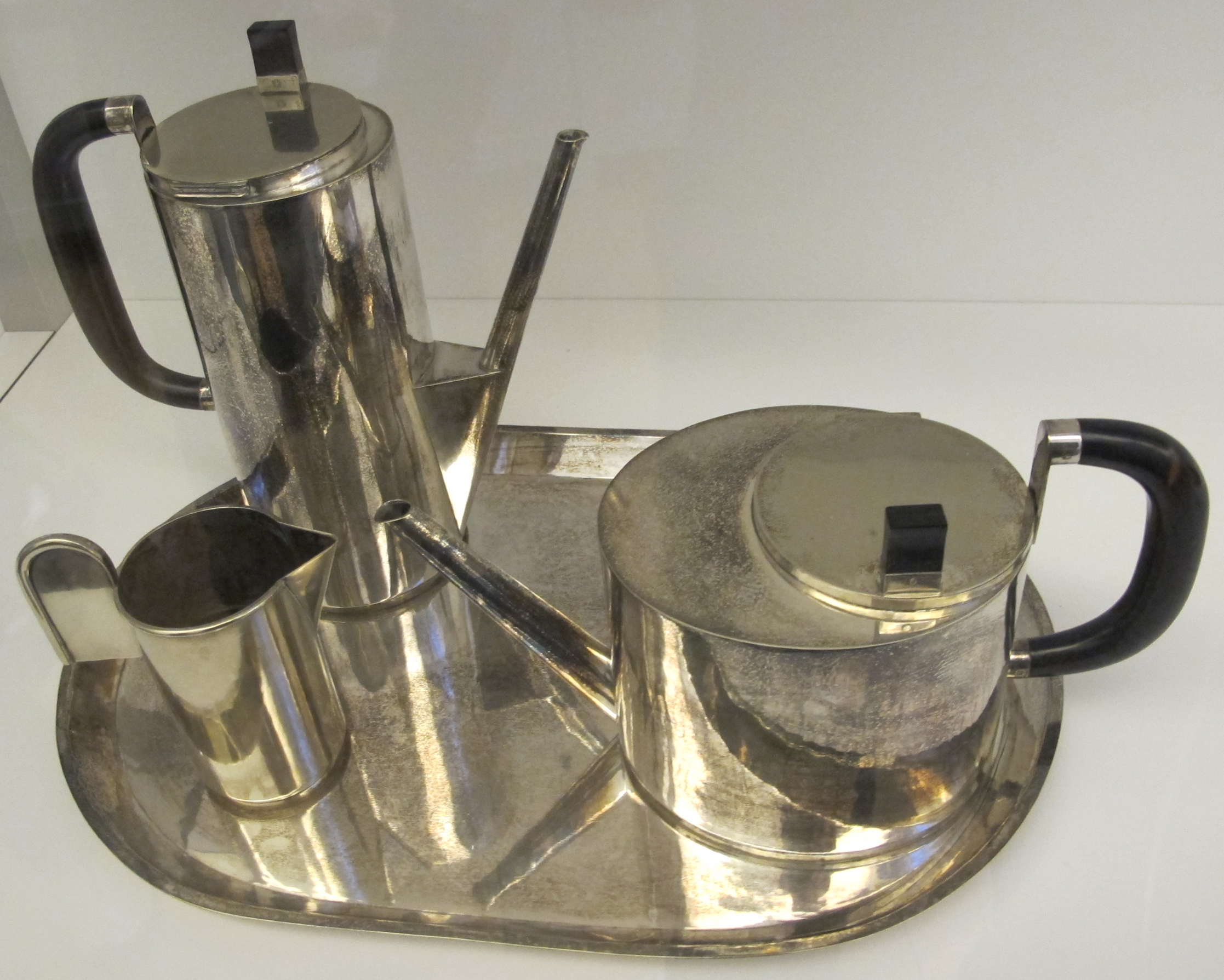
Service à café, 1924

## Sources & références
- France Kermer, Wilhelm Wagenfeld: témoin vivant du Bauhaus, Revue de la Céramique et du Verre, no. 45, mars/avril 1989, p. 20–21
- Raymond Guidot, Histoire du design 1940-1990, Éditions Hazan, 1994, p. 351-352  (ISBN 2-8502-5373-1)

- (de) Cet article est partiellement ou en totalité issu de l’article de Wikipédia en allemand intitulé « Wilhelm Wagenfeld » (voir la liste des auteurs).